# San Jose SaberCats

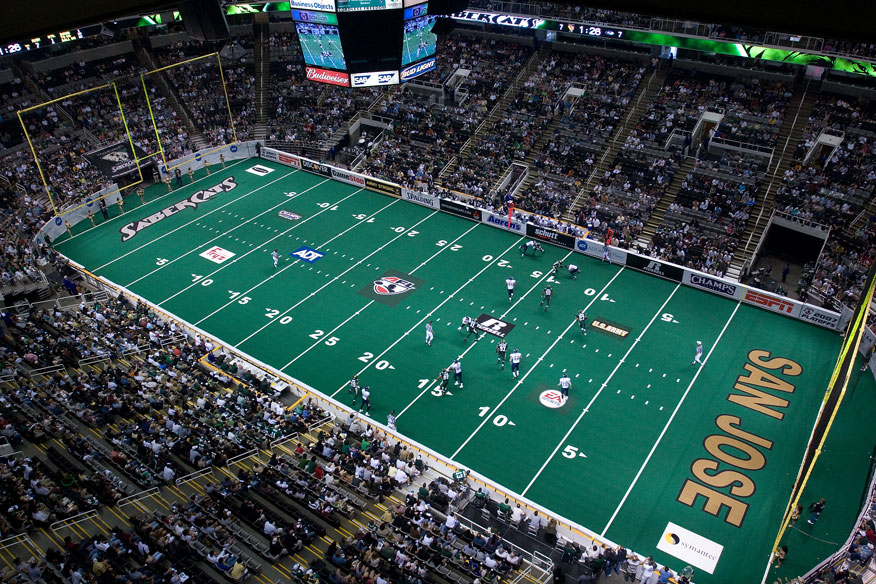
San Jose SaberCats w 2007 r.

San Jose SaberCats to drużyna halowego futbolu amerykańskiego z siedzibą w mieście San Jose w stanie Kalifornia. Drużyna została założona w 1995 roku i występuje w zawodowej lidze Arena Football League. Największym osiągnięciem zespołu jest trzykrotne zdobycie mistrzostwa ligi AFL w latach 2002, 2004 i 2007.